# Campionat Autonòmic de Frontó per Parelles
El Campionat Autonòmic de Frontó per Parelles és una competició de frontó valencià organitzada per la Federació de Pilota Valenciana on participen equips formats per parelles de pilotaris que representen a un club de pilota.

## Historial
| Any  | Campió                                      | Subcampió                                         | Resultat | Frontó              |
| ---- | ------------------------------------------- | ------------------------------------------------- | -------- | ------------------- |
| 2012 | Adrián III i Morales Equip: Quart de Poblet | Enrique i Adrián II Equip: Museros                |          |                     |
| 2011 | Salva i Montesa, Equip: El Puig             | Pasqual II i Zarzo, Equip: La Pobla de Vallbona   | 41-38    | El Puig             |
| 2010 | Adrián II i Enrique, Equip: Museros         | Pasqual II i Zarzo, Equip: La Pobla de Vallbona   | 41-32    | Natzaret (València) |
| 2009 | Lemay i Zacarías, Equip: Quart de Poblet    | Montesa i Salva, Equip: El Puig                   | 41-33    | Xest                |
| 2008 | Lemay i Zacarías, Equip: Quart de Poblet    | Montesa i Puchol, Equip: El Puig                  | 41-29    | El Puig             |
| 2007 | Lemay i Zacarías, Equip: Quart de Poblet    | José de Moixent i Vicent de Càrcer, Equip: Canals | 41-21    | Quart de Poblet     |
| 2006 | Lemay i Zacarías, Equip: Quart de Poblet    | Salva del Puig i Puchol, Equip: El Puig           | 41-21    | El Puig             |
| 2005 | Lemay i Zacarías, Equip: Quart de Poblet    | El Puig                                           |          |                     |
| 2004 | Lemay i Zacarías, Equip: Quart de Poblet    | El Puig                                           |          |                     |
| 2003 | Almussafes                                  | Quart de Poblet                                   |          |                     |
| 2002 | Quart de Poblet A                           | Quart de Poblet B                                 |          |                     |
| 2001 | El Puig                                     | Quart de Poblet                                   |          |                     |
| 2000 | Quart de Poblet                             | La Pobla de Vallbona                              |          |                     |
| 1999 | El Puig                                     | Quart de Poblet                                   |          |                     |
| 1998 | No es va jugar                              |                                                   |          |                     |
| 1997 | El Puig                                     | Quart de Poblet                                   |          |                     |
| 1996 | La Pobla de Vallbona                        | Quart de Poblet                                   |          |                     |
| 1995 | La Pobla de Vallbona                        | El Puig                                           |          |                     |
| 1994 | Borbotó                                     | Utiel                                             |          |                     |
| 1993 | Alfafar                                     | Albal                                             |          |                     |
| 1992 | Alfafar A                                   | Alfafar B                                         |          |                     |
| 1991 | Alfafar C                                   | El Puig                                           |          |                     |
| 1990 | Alfafar C                                   | Alfafar A                                         |          |                     |
| 1989 | La Pobla de Vallbona                        | Alcàsser                                          |          |                     |
| 1988 | Quart de Poblet                             | Pedralba                                          |          |                     |
| 1987 | Alfafar A                                   | Alfafar B                                         |          |                     |